# 빼앗긴 얼굴 ~미아타리 수사반~
빼앗긴 얼굴 ~미아타리 수사반~(盗まれた顔 〜ミアタリ捜査班〜)은 일본의 드라마다. 주로 장르는 범죄, 액션이다. 2019년 1월 5일 ~ 2019년 2월 2일까지 총 5화로 60분이다.

## 등장인물
- 시라토 타카모사(白戸崇正/しらと たかまさ）배우는 타마키 히로시
  - 39세 경찰서 수사과 2명의 부하를 가지는 제2반의 반장 거쳐 오사카부경에서 연수를 받아 배속된 한 번 기억한 얼굴을 잊을 수 없다는 결점이 있다. 평소 500명분의 얼굴수첩을 갖고 있지만 3000명분이 넘는 얼굴을 기억한다. 수사 공조과는 보통 3년이라고 하지만 5년째가 된다. 돌아가셨을 선배 수사관들을 목격해 목숨을 부지하게 된다. 만남계 사이트에서 알게 된 치하루와 동거하고 있지만 최근 무언가 숨기고 있다고 느끼고 있다.

- 안도우 카나에(安藤香苗/あんどう かなえ）배우는 우치다 리오
  - 26세 타카모사의 부하를 알아볼 수 있는 경찰서 순찰과 근무 후 기간중 2주일 동안에 70명의 얼굴을 외우고 수배자 2명을 발견한 우수한 감정적 능력을 갖는다.

- 타니 료우헤이(谷遼平/たに りょうへい）배우는 마치다 케이타
  - 타카모사의 부하로 경찰서 수사과다. 좀처럼 실적을 올리지 못하고 슬럼프에 빠져버려 어이없이 오인체포를 해버릴 정도로 몰린다.

- 스나미 토오루(須波通/すなみ とおる) 배우는 시부카와 키요히코
  - 4년전에 소사한 것처럼 조사원 성형하고 있지만 타카모사에 목격되어 접촉해 온다. 바츠의 짐작 능력을 가지고 있다.

- 코이케(小池/こいけ) 배우는 와다 소우코우
  - 타카모사의 경찰학교의 동기로 경찰서 수사과 소속이다. 타카모사에게 정보를 흘려준다.

- 카와모토(川本/かわもと) 배우는 마루야마 토모미
  - 공안부 수사원 4년 전 사망한 수파를 마지막으로 만난 인물로 꼽힌다.

- 츠카모토 코우지(塚本孝治/つかもと こうじ) 배우는 야마자키 시게노리
  - 37세 전 외자계 정밀 기기 메이커 사원이다. 변호사와 치과의사 살인 용의자로 지명 수배되어 타카모사에게 체포된다.

- 오우 류우리(王龍李/おう りゅうり) 배우는 테이 류신
  - 41세 동료 3명과 강도살인을 저지른 뒤 동료 2명도 살해한 혐의로 지명수배된다. 타카모사에 체포되어 타카모사와 계곡이 오사카 부경으로 반송중 누군가에게 살해당하다.

- 미야사카 치하루(宮坂千春/みやさか ちはる) 배우는
  - 33세 타카모사와 만남 사이트에서 만나 5년 동안 동거생활은 4년이 된다. 쿠마모토 출신 OL를 거쳐 간병 도우미 5년이다.